# Saison 14 de Top Chef
La quatorzième saison de Top Chef, est une émission de télévision franco-belge de téléréalité culinaire, diffusée chaque semaine en France, sur M6 du 1er mars au 7 juin 2023, et en Belgique, sur RTL TVI du 6 mars au 7 juin 2023. Elle est animée par Stéphane Rotenberg.
Cette édition est remportée par Hugo Riboulet qui empoche 54 810 €, proportionnellement au pourcentage des points obtenus pour son menu lors de la finale (54,81 %). Il l'emporte au terme de dix heures de cuisine face à Danny Khezzar qui a lui obtenu 45,19 % des points.

## Production et organisation
L'émission est présentée par Stéphane Rotenberg.
Elle est produite par la société de production Studio 89 Productions.

### Casting
Le casting s'ouvre en mai 2022.
Le 25 novembre 2022, l'identité de la première candidate de cette saison est révélée : Sarika Sor remporte la finale de la huitième saison d'Objectif Top Chef et reçoit la veste de cuisine aux manches bleues de la brigade de Philippe Etchebest.

### Tournage
Le tournage de cette saison débute le 10 octobre 2022, c'est notamment ce qu'indique une publication d'Hélène Darroze sur les réseaux sociaux.

### Promotion et nouveautés
La chaîne dévoile des informations concernant cette saison lors d'une conférence de presse, organisée le 9 décembre 2022 au restaurant Bistrot Top Chef à Suresnes. Les principales nouveautés comprennent la suppression de l'épreuve de la dernière chance, le raccourcissement des épisodes ne comprenant plus que deux épreuves autour d'un thème unique par émission, le retour à trois brigades (jusqu'aux quarts de finale), ainsi que la modification de certaines épreuves emblématiques,,,,.
La liste des candidats est dévoilée le 7 février 2023.

## Participants

### Jury
Le jury de cette saison est composé des chefs Hélène Darroze, Philippe Etchebest, Paul Pairet et Glenn Viel.
Hélène Darroze sera en retrait cette année et ne rejoindra la compétition qu'en quarts de finale, après avoir sélectionné un candidat dans une « brigade secrète » à la faveur d'une émission de seconde partie de soirée au cours de laquelle elle donnera une seconde chance aux candidats éliminés.

### Candidats
Pour cette saison, seize candidats s'affrontent dont quatre femmes,.
| Candidat | Candidat              | Âge    | Localisation    | Profession                                                                | Brigade                                                     | Statut                    |
| -------- | --------------------- | ------ | --------------- | ------------------------------------------------------------------------- | ----------------------------------------------------------- | ------------------------- |
| ♂        | Hugo Riboulet         | 23 ans | Annecy-le-Vieux | Second de cuisine, Clos des Sens                                          | Etchebest (épisode 1 – 15)                                  | Vainqueur                 |
| ♂        | Danny Khezzar         | 26 ans | Ambilly         | Sous-chef, Bayview                                                        | Etchebest (épisode 1 – 2) Éliminé Darroze (épisode 13 – 15) | Finaliste                 |
| ♂        | Mathieu Lagarde       | 30 ans | Queenstown      | Chef exécutif                                                             | Viel (épisode 1 – 14)                                       | Éliminé le 31 mai 2023    |
| ♀        | Sarika Sor            | 28 ans | Lille           | Apprentie – Gagnante d'Objectif Top Chef                                  | Etchebest (épisode 1 – 6) Pairet (épisode 6 – 13)           | Éliminée le 24 mai 2023   |
| ♀        | Carla Ferrari         | 25 ans | Naples          | Ex-propriétaire, UAÒ                                                      | Etchebest (épisode 1 – 12)                                  | Éliminée le 17 mai 2023   |
| ♂        | Jérémie Falissard     | 40 ans | Montréal        | Chef exécutif du Groupe Barroco (Barroco, Foiegwa, Fugazzi et Bon délire) | Viel (épisode 1 – 11)                                       | Éliminé le 10 mai 2023    |
| ♂        | Jean Covillault       | 25 ans | Paris           | Chef de cuisine                                                           | Pairet (épisode 1 – 10)                                     | Éliminé le 3 mai 2023     |
| ♀        | Albane Auvray         | 23 ans | Paris           | Ancienne cheffe exécutive, Nest Group                                     | Sans brigade (épisode 1 – 2) Etchebest (épisode 2 – 9)      | Éliminée le 26 avril 2023 |
| ♂        | Alexandre Marchon     | 35 ans | Paris           | Chef propriétaire, Marchon                                                | Viel (épisode 1 – 8)                                        | Éliminé le 19 avril 2023  |
| ♂        | Léo Renusson          | 27 ans | Paris           | Chef                                                                      | Pairet (épisode 1 – 7)                                      | Éliminé le 12 avril 2023  |
| ♂        | César Lewandowski     | 26 ans | Bruxelles       | Chef propriétaire, César Rolls                                            | Viel (épisode 1 – 6)                                        | Éliminé le 5 avril 2023   |
| ♂        | Victor Blanchet       | 24 ans | Paris           | Chef de partie, L'Arpège                                                  | Pairet (épisode 1 – 5)                                      | Éliminé le 29 mars 2023   |
| ♂        | Jacques Lagarde       | 27 ans | Marbella        | Chef copropriétaire, Cascada Marbella                                     | Pairet (épisode 1 – 4)                                      | Éliminé le 22 mars 2023   |
| ♂        | Gaston Savina         | 28 ans | Londres         | Chef                                                                      | Sans brigade (épisode 1 – 3)                                | Éliminé le 15 mars 2023   |
| ♂        | Miguel Garcia Herrera | 27 ans | Lyon            | Ex-sous chef, Bistrot d'Abel                                              | Aucune (épisode 1)                                          | Éliminé le 1er mars 2023  |
| ♀        | Bérangère Fagart      | 33 ans | Pantin          | Cheffe propriétaire, Sélune                                               | Aucune (épisode 1)                                          | Éliminée le 1er mars 2023 |

Légende :
- Darroze, signifie que le candidat éliminé est qualifié dans la brigade cachée d'Hélène Darroze.
- Etchebest, signifie que le candidat a intégré la brigade de Philippe Etchebest.
- Pairet, signifie que le candidat a intégré la brigade de Paul Pairet.
- Viel, signifie que le candidat a intégré la brigade de Glenn Viel.
- Sans brigade, signifie que le candidat est dans le concours mais ne fait pas partie d'une brigade.
- Éliminé, signifie que le candidat a été éliminé, avant de réintégrer le jeu.
- Aucune, signifie que le candidat est éliminé sans intégrer de brigade.

Notes :
1. ↑  Danny est éliminé à l'issue du 2e épisode, puis réintègre le concours au 13e épisode (quarts de finale) après avoir remporté le concours parallèle la Brigade cachée.

## Bilan par épisode

### Parcours des candidats dansTop Chef
| ► Épisode   | 1         | 2                    | 3                    | 4                    | 5                    | 6                    | 7                    | 8                    | 9                    | 10                   | 11                   | 12                   | Quarts de finale      | Demi-finale           | Finale                |
| ▼ Candidats | 1         | 2                    | 3                    | 4                    | 5                    | 6                    | 7                    | 8                    | 9                    | 10                   | 11                   | 12                   | 13                    | 14                    | 15                    |
| ----------- | --------- | -------------------- | -------------------- | -------------------- | -------------------- | -------------------- | -------------------- | -------------------- | -------------------- | -------------------- | -------------------- | -------------------- | --------------------- | --------------------- | --------------------- |
| Hugo        | Q         | Q1                   |                      | Q1                   | Q1                   | Q2                   | Q2                   | Q1                   | Q2                   | EE                   | Q1                   | Q1                   | Q                     | Q                     | Vainqueur             |
| Danny       | Q         | D                    | [ n° 8 ]             | [ n° 8 ]             | [ n° 8 ]             | [ n° 8 ]             | [ n° 8 ]             | [ n° 8 ]             | [ n° 8 ]             | [ n° 8 ]             | [ n° 8 ]             | [ n° 8 ]             | EE                    | Q                     | Finaliste             |
| Mathieu     | Q         | Q2                   |                      | Q1                   | Q1                   | Q2                   | Q1                   | EE                   | EE                   | EE                   | Q2                   | EE                   | Q                     | D                     | Éliminé (Semaine 14)  |
| Sarika      | [ n° 13 ] |                      | EE                   | Q1                   | Q1                   | EE                   | Q1                   | Q1                   | Q1                   | EE                   | Q1                   | Q2                   | D                     | Éliminée (Semaine 13) | Éliminée (Semaine 13) |
| Carla       | Q         |                      | Q2                   | EE                   | Q1                   | Q2                   | Q1                   | Q1                   | Q1                   | EE                   | EE                   | D                    | Éliminée (Semaine 12) | Éliminée (Semaine 12) | Éliminée (Semaine 12) |
| Jérémie     | Q         |                      | Q2                   | EE                   | Q1                   | Q2                   | EE                   | EE                   | Q2                   | EE                   | D                    | Éliminé (Semaine 11) | Éliminé (Semaine 11)  | Éliminé (Semaine 11)  | Éliminé (Semaine 11)  |
| Jean        | Q         | Q1                   |                      | Q1                   | Q1                   | Q2                   | Q2                   | Q1                   | Q1                   | D                    | Éliminé (Semaine 10) | Éliminé (Semaine 10) | Éliminé (Semaine 10)  | Éliminé (Semaine 10)  | Éliminé (Semaine 10)  |
| Albane      | EE        | EE                   |                      | EE                   | EE                   | Q2                   | Q2                   | Q1                   | D                    | Éliminée (Semaine 9) | Éliminée (Semaine 9) | Éliminée (Semaine 9) | Éliminée (Semaine 9)  | Éliminée (Semaine 9)  | Éliminée (Semaine 9)  |
| Alexandre   | Q         |                      | Q2                   | Q1                   | Q1                   | Q2                   | Q2                   | D                    | Éliminé (Semaine 8)  | Éliminé (Semaine 8)  | Éliminé (Semaine 8)  | Éliminé (Semaine 8)  | Éliminé (Semaine 8)   | Éliminé (Semaine 8)   | Éliminé (Semaine 8)   |
| Léo         | Q         |                      | Q1                   | Q2                   | EE                   | Q2                   | D                    | Éliminé (Semaine 7)  | Éliminé (Semaine 7)  | Éliminé (Semaine 7)  | Éliminé (Semaine 7)  | Éliminé (Semaine 7)  | Éliminé (Semaine 7)   | Éliminé (Semaine 7)   | Éliminé (Semaine 7)   |
| César       | Q         | Q2                   |                      | EE                   | Q1                   | D                    | Éliminé (Semaine 6)  | Éliminé (Semaine 6)  | Éliminé (Semaine 6)  | Éliminé (Semaine 6)  | Éliminé (Semaine 6)  | Éliminé (Semaine 6)  | Éliminé (Semaine 6)   | Éliminé (Semaine 6)   | Éliminé (Semaine 6)   |
| Victor      | Q         |                      | Q1                   | Q1                   | D                    | Éliminé (Semaine 5)  | Éliminé (Semaine 5)  | Éliminé (Semaine 5)  | Éliminé (Semaine 5)  | Éliminé (Semaine 5)  | Éliminé (Semaine 5)  | Éliminé (Semaine 5)  | Éliminé (Semaine 5)   | Éliminé (Semaine 5)   | Éliminé (Semaine 5)   |
| Jacques     | Q         | Q2                   |                      | D                    | Éliminé (Semaine 4)  | Éliminé (Semaine 4)  | Éliminé (Semaine 4)  | Éliminé (Semaine 4)  | Éliminé (Semaine 4)  | Éliminé (Semaine 4)  | Éliminé (Semaine 4)  | Éliminé (Semaine 4)  | Éliminé (Semaine 4)   | Éliminé (Semaine 4)   | Éliminé (Semaine 4)   |
| Gaston      | EE        |                      | D                    | Éliminé (Semaine 3)  | Éliminé (Semaine 3)  | Éliminé (Semaine 3)  | Éliminé (Semaine 3)  | Éliminé (Semaine 3)  | Éliminé (Semaine 3)  | Éliminé (Semaine 3)  | Éliminé (Semaine 3)  | Éliminé (Semaine 3)  | Éliminé (Semaine 3)   | Éliminé (Semaine 3)   | Éliminé (Semaine 3)   |
| Miguel      | D         | Éliminé (Semaine 1)  | Éliminé (Semaine 1)  | Éliminé (Semaine 1)  | Éliminé (Semaine 1)  | Éliminé (Semaine 1)  | Éliminé (Semaine 1)  | Éliminé (Semaine 1)  | Éliminé (Semaine 1)  | Éliminé (Semaine 1)  | Éliminé (Semaine 1)  | Éliminé (Semaine 1)  | Éliminé (Semaine 1)   | Éliminé (Semaine 1)   | Éliminé (Semaine 1)   |
| Bérangère   | D         | Éliminée (Semaine 1) | Éliminée (Semaine 1) | Éliminée (Semaine 1) | Éliminée (Semaine 1) | Éliminée (Semaine 1) | Éliminée (Semaine 1) | Éliminée (Semaine 1) | Éliminée (Semaine 1) | Éliminée (Semaine 1) | Éliminée (Semaine 1) | Éliminée (Semaine 1) | Éliminée (Semaine 1)  | Éliminée (Semaine 1)  | Éliminée (Semaine 1)  |

Légende :
- Vainqueur signifie que le candidat remporte la finale, donc la quatorzième saison de Top Chef.
- Q« Q » (pour Qualifié) signifie que le candidat s'est qualifié pour la semaine suivante, à n'importe quel moment de l'épisode.
- Q1« Q1 » signifie que le candidat s'est qualifié pour la semaine suivante, à l'issue de la première épreuve (dite « épreuve qualificative »).
- Q2« Q2 » signifie que le candidat a été qualifié pour la semaine suivante par les chefs invités, à l'issue de la deuxième épreuve (dite généralement « épreuve éliminatoire », sauf dans certains épisodes).
- EE« EE » (pour Épreuve éliminatoire) signifie que le candidat a été mis en ballotage lors de l'« épreuve éliminatoire », mais a été sauvé.
- D« D » (pour Défaite) signifie que le candidat est éliminé à l'issue de l'épisode.

Notes :
1. ↑  Danny faisait partie de la brigade bleue jusqu'au 2e épisode inclus.
2. ↑  Sarika faisait partie de la brigade bleue jusqu'au 6e épisode inclus.
3. ↑  Albane a été candidate sans brigade jusqu'au 2e épisode inclus.

1. ↑  Le premier épisode ayant pour vocation la composition des brigades, les candidats désignés comme vainqueur de l'épreuve sont en fait ceux qui ont intégré une brigade.
2. ↑  Seule la moitié des candidats en lice participe à cet épisode.
3. ↑  Seule la moitié des candidats en lice n'ayant pas participé à l'épisode précédent participe à cet épisode.
4. ↑  Cette année, les quarts de finale de Top Chef se déroulent sur trois épreuves, chacune jugée séparément par deux chefs invités. Si les deux chefs désignent le même candidat alors celui-ci se qualifie pour la demi-finale et arrête de participer aux épreuves, mais s'ils désignent chacun un candidat différent alors aucun candidat n'est qualifié à l'issue de l'épreuve.
5. ↑  La demi-finale se déroule sur le même principe que les saisons précédentes. C'est-à-dire que chaque candidat impose une épreuve à ses adversaires. Après dégustation à l'aveugle, un classement est établi. Si le candidat qui a proposé l'épreuve est imbattable, il ne marque pas de point, mais empêche les autres d'en marquer. Si certains candidats le battent, ils marquent un point. Les deux candidats qui cumulent le plus de points à l'issue des trois épreuves se qualifient pour la finale.
6. ↑  À l'issue de la troisième épreuve des quarts de finale, les chefs invités Stéphanie Le Quellec et Pierre Chirac choisissent tous les deux Hugo, qui se qualifie donc pour la demi-finale.
7. ↑  À l'issue de cette demi-finale, Hugo cumule un seul point, remporté lors de la deuxième épreuve. Il se retrouve ainsi à égalité avec Mathieu. Paul Pairet et François-Régis Gaudry les départagent à l'aveugle et choisissent Hugo, qui se qualifie donc pour la finale.
8. ↑  Danny est éliminé à l'issue du 2e épisode, puis réintègre le concours au 13e épisode (quarts de finale) après avoir remporté le concours parallèle la Brigade cachée.
9. ↑  À l'issue des trois épreuves des quarts de finale, Danny et Sarika ne se sont pas qualifiés pour la demi-finale. Les quatre chefs de brigade les départagent à l'aveugle sur une bouchée réalisée en parallèle de la troisième épreuve et choisissent Danny, qui se qualifie donc pour la demi-finale.
10. ↑  À l'issue de cette demi-finale, Danny cumule deux points, remportés lors de la deuxième et troisième épreuve. Il se qualifie donc pour la finale.
11. ↑  À l'issue de la deuxième épreuve des quarts de finale, les chefs invités Alan Taudon et Guillaume Cabrol choisissent tous les deux Mathieu, qui se qualifie donc pour la demi-finale.
12. ↑  À l'issue de cette demi-finale, Mathieu cumule un seul point, remporté lors de la troisième épreuve. Il se retrouve ainsi à égalité avec Hugo. Paul Pairet et François-Régis Gaudry les départagent à l'aveugle et choisissent Hugo. Mathieu est donc éliminé.
13. ↑  Sarika ayant gagné Objectif Top Chef, elle intègre directement la brigade de Philippe Etchebest, sans passer par la phase de "sélections" du premier épisode. Elle rejoint donc sa brigade dès le deuxième épisode.
14. ↑  À l'issue des trois épreuves des quarts de finale, Danny et Sarika ne se sont pas qualifiés pour la demi-finale. Les quatre chefs de brigade les départagent à l'aveugle sur une bouchée réalisée en parallèle de la troisième épreuve et choisissent Danny. Sarika est donc éliminée.

### Parcours des candidats dansTop Chef: la Brigade cachée
| ► Épisode   | 1 | 2       | 3       | 4       | 5       | 6       | 7       | 8       | 9        | 10       | 11        |
| ▼ Candidats | 1 | 2       | 3       | 4       | 5       | 6       | 7       | 8       | 9        | 10       | 11        |
| ----------- | - | ------- | ------- | ------- | ------- | ------- | ------- | ------- | -------- | -------- | --------- |
| Danny       | Q | Q       | Q       | Q       | Q       | Q       | Q       | Q       | Q        | Q        | Vainqueur |
| Carla       |   |         |         |         |         |         |         |         |          |          | D         |
| Jérémie     |   |         |         |         |         |         |         |         |          | D        | Éliminé   |
| Jean        |   |         |         |         |         |         |         |         | D        | Éliminé  | Éliminé   |
| Albane      |   |         |         |         |         |         |         | D       | Éliminée | Éliminée | Éliminée  |
| Alexandre   |   |         |         |         |         |         | D       | Éliminé | Éliminé  | Éliminé  | Éliminé   |
| Léo         |   |         |         |         |         | D       | Éliminé | Éliminé | Éliminé  | Éliminé  | Éliminé   |
| César       |   |         |         |         | D       | Éliminé | Éliminé | Éliminé | Éliminé  | Éliminé  | Éliminé   |
| Victor      |   |         |         | D       | Éliminé | Éliminé | Éliminé | Éliminé | Éliminé  | Éliminé  | Éliminé   |
| Jacques     |   |         | D       | Éliminé | Éliminé | Éliminé | Éliminé | Éliminé | Éliminé  | Éliminé  | Éliminé   |
| Gaston      |   | D       | Éliminé | Éliminé | Éliminé | Éliminé | Éliminé | Éliminé | Éliminé  | Éliminé  | Éliminé   |
| Miguel      | D | Éliminé | Éliminé | Éliminé | Éliminé | Éliminé | Éliminé | Éliminé | Éliminé  | Éliminé  | Éliminé   |

Légende :
- Vainqueur signifie que le candidat remporte le concours la Brigade cachée et réintègre le concours Top Chef en quarts de finale.
- Q« Q » (pour Qualifié) signifie que le candidat s'est qualifié pour la semaine suivante.
- D« D » (pour Défaite) signifie que le candidat est définitivement éliminé à l'issue de l'épisode.

Notes :
1. ↑  Le premier épisode de la Brigade cachée est diffusé à la suite du deuxième épisode de Top Chef.

## Résumés détaillés

### Premier épisode
Cet épisode est diffusé pour la première fois le 1er mars 2023.
Quinze candidats s'affrontent pour tenter d'intégrer les trois brigades, la gagnante d'Objectif Top Chef, Sarika Sor, étant déjà intégrée dans la brigade bleue de Philippe Etchebest. Les candidats sont répartis en deux groupes qui disputent chacun une épreuve différente, qui se déroulent en plein air, dans un champ
Stéphane Rotenberg apprend aux candidats qu'Hélène Darroze a décidé de ne pas représenter de brigade cette année mais qu'elle reste juge lors des épreuves éliminatoires. Les candidats ne savent pas que la cheffe mènera un concours parallèle avec sa brigade secrète.

#### 1reépreuve: la pomme de terre
Dans le premier groupe, les huit candidats qui s'affrontent sont Bérangère, Carla, Danny, Jacques, Jean, Jérémie, Mathieu et Miguel. Ils doivent chacun réaliser une assiette libre autour de la pomme de terre. À l'issue de l'épreuve, six candidats sont sélectionnés dans les brigades, les deux autres participant à la dernière épreuve.

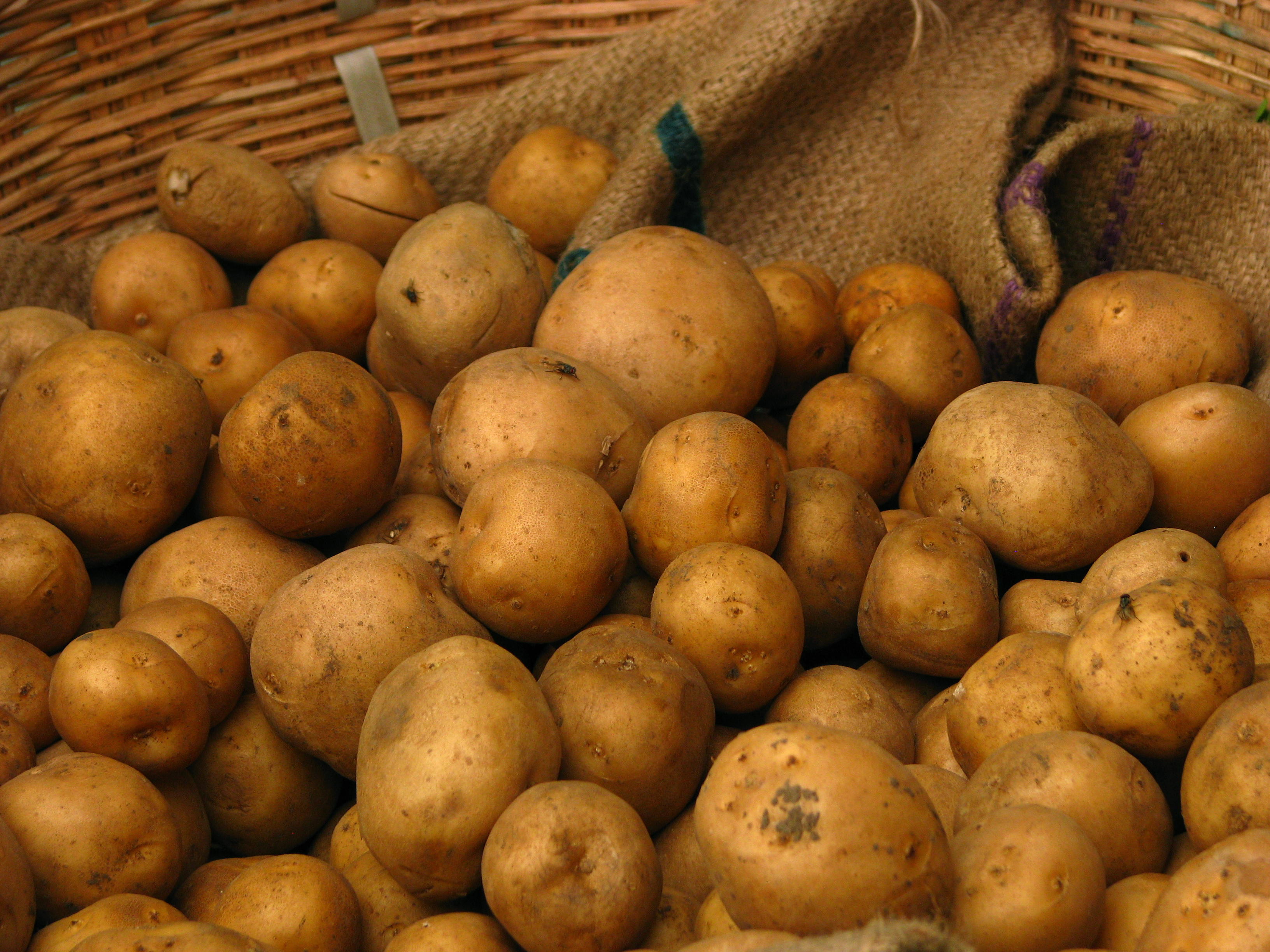
La quatorzième saison de Top Chef s'ouvre avec une épreuve autour de la pomme de terre.

Bérangère réalise une Patate à sucre, avec une tartelette sablée, cacao et chips sucrées, mousse de pomme de terre, chocolat blanc, gel au pamplemousse et glace pomme de terre-pamplemousse. Carla propose une Pomme de mer avec des épluchures de pomme de terre séchées, spaghettis de pomme de terre aux oursins, oursins crus, chips de vitelotte et crème de pomme de terre à l'amande et au beurre salé. Danny réalise un trompe-l'œil de petit déjeuner et intitule son plat de manière descriptive Croissant de pomme de terre, caramel de fenouil et consommé d'oignons. Jacques travaille la pomme de terre autour du gras de bœuf, en proposant un os à moelle, purée et ratte cuisinées au gras de bœuf, chips et pickles de vitelotte, qu'il intitule Avec ou sans patate. Jean propose un trompe-l'œil d'omelette où la pomme de terre remplace l'œuf, avec de la pâte à gnocchi, aligot, une salade forestière aux champignons ainsi qu'une sauce au vin rouge et intitule son assiette Omelette aux champignons, feu de bois et sauce au vin rouge. Jérémie propose une Pomme de terre à la coque, avec un coquetier en croûte de sel, pomme de terre creusée et condiment seiches, moules, fenouil et oignon, bouillabaisse en espuma, mouillettes rôties au beurre, rouille montée à la pomme de terre. Mathieu réalise un Taco de patatas avec une purée fumée au foin, des galettes de pomme de terre rôties, des pickles de pomme de terre et chips de vitelotte. Miguel choisit de cuire sa pomme de terre sous terre, agrémentée d'un condiment livèche, épinards, œufs de truite et Chartreuse, avec du lait ribot et une huître au barbecue, et intitule son plat Pomme de terre façon barbacoa.
À l'issue des dégustations, les trois chefs choisissent Mathieu, qui décide d'intégrer la brigade orange. Paul Pairet sélectionne ensuite Jacques, tandis que le chef Etchebest choisit Danny et que Glenn Viel choisit Jérémie. Ces candidats intègrent les brigades correspondantes. Les chefs Etchebest et Pairet choisissent ensuite tous les deux Carla, qui décide de rejoindre la brigade bleue. Enfin, Paul Pairet sélectionne Jean qui intègre sa brigade. Bérangère et Miguel sont donc envoyés en dernière épreuve.

#### 2eépreuve: la pomme
Dans le second groupe, les sept candidats qui s'affrontent sont Albane, Alexandre, César, Gaston, Hugo, Léo et Victor. Ils doivent travailler la pomme. À l'issue de l'épreuve, cinq candidats sont sélectionnés, les deux autres participant à la dernière épreuve.
Albane travaille des ravioles de pommes crues farcies au lait caillé, gel pomme-gingembre-salicornes, pommes confites au kombu, jus de parures de pommes pressées, fleur de capucine, tuile de pomme, œufs de lump, citron caviar, qu'elle intitule Holi pomme. Alexandre propose une Fleur de pommier givrée, avec un gel de calvados, brunoise de Granny Smith, crème montée et compote de reine des reinettes, voile de lait d'amande, fleur de meringues, extraction de jus de betterave. César réalise une Gaufre bruxelloise et son tourteau, avec une compote de pomme au gingembre, salade de tourteaux, Granny Smith, gel pomme-anis et lamelles de pommes crues. Gaston propose Le trou normand 2.0, avec un tartare de pommes cuites et crues avec une mousse de pomme prise dans l'azote, compote de pommes rôties, réduction de cidre et jus de pomme, blanc d'œuf, tuile nougatine, flambage au calvados. Hugo réalise des Pâtes au pesto en trompe-l'œil, avec un sablé breton, compote de pomme à l'estragon, tagliatelles de Granny Smith, pesto roquette-basilic, meringue râpée. Léo cuisine une crêpe de sang séchée, tartare de pommes au barbecue et crues, mousse de boudin, compote de pomme vanillées et pommes confites, qu'il intitule Pomme boudin. Victor réalise une baguette façon pain perdu, condiment pomme-oignon-foie, chips d'épluchures de pommes, et intitule son plat Sandwich, saucisse, foie-pomme.
À l'issue des dégustations, Philippe Etchebest choisit Hugo, qui intègre donc la brigade bleue. Les chefs Pairet et Viel choisissent César, qui décide d'intégrer la brigade orange. Paul Pairet sélectionne ensuite Léo. Les deux chefs choisissent de nouveau le même candidat : Alexandre, qui décide, là encore, d'intégrer la brigade orange. Paul Pairet effectue donc son ultime choix : Victor. Albane et Gaston sont alors envoyés en dernière épreuve.

#### Dernière épreuve: la volaille
Pour la dernière épreuve, les quatre candidats non qualifiés s'affrontent. Ils ont une heure pour réaliser une assiette autour de la volaille. Les plats sont ensuite dégustés à l'aveugle par les quatre chefs.
Albane propose un Souvenir de la ferme, avec un suprême de volaille rôti et laqué, condiment coques-citron vert, herbes et gingembre, siphon carotte-curcuma, tartare confit de cuisse de volailles, couteaux. Bérangère propose une peau de poulet croustillante, farce de chair de poulet, herbes, asperges rôties au beurre et jus de volaille, qu'elle intitule Rouleau croustillant poulet et verdure. Gaston réalise une purée de fenouil, dés de volaille, chips de fenouil, bouillon volaille-raisin-fenouil, crème de volaille rôtie, chips de peau de poulet et pickles de raisin, et intitule son assiette Texture de poulet rôti, fenouil, raisin. Enfin, Miguel propose Le poulet qui a marché dans la mer, avec un suprême de volaille rôti au foin, chou farci, chanterelles, langoustines, couteaux et gingembre, sauce suprême terre-mer, jus de poulet.
À l'issue de la dégustation à l'aveugle, les chefs décident de sélectionner Souvenir de la ferme, puis Texture de poulet rôti, fenouil, raisin, réalisées par Albane et Gaston. Ces deux candidats intègrent le concours Top Chef sans rejoindre de brigades et ont pour but d'intégrer une brigade à la place d'un candidat éliminé. Par conséquent, Bérangère et Miguel sont éliminés,,,,,.

### Deuxième épisode
Cet épisode est diffusé pour la première fois le 8 mars 2023.
Seule une moitié des candidats participe à cet épisode, l'autre moitié s'affrontant lors de l'épisode suivant.
À l'issue de cet épisode, Danny Khezzar, de la brigade de Philippe Etchebest, est éliminé. Sa place au sein de la brigade est reprise par Albane Auvray, candidate qui n'avait pu intégrer de brigade au cours du premier épisode.
À la suite de son élimination, Danny Khezzar rejoint le programme de seconde partie de soirée, la Brigade cachée. Il y affronte en duel Miguel Garcia Herrera, un des candidats éliminés la semaine précédente. C'est Danny Khezzar qui remporte le duel et garde une chance de réintégrer le concours Top Chef dans la « brigade secrète » d'Hélène Darroze,.

### Troisième épisode
Cet épisode est diffusé pour la première fois le 15 mars 2023.
Cet épisode fait suite à l'épisode précédent en montrant la seconde moitié des candidats en lice.
À l'issue de cet épisode, Gaston Savina, qui n'avait pas intégré de brigade au cours du premier épisode, est éliminé.
À la suite de son élimination, Gaston Savina rejoint le programme de seconde partie de soirée, la Brigade cachée. Il y affronte en duel Danny Khezzar, le candidat ayant revêtu la veste de cuisine aux couleurs de la brigade d'Hélène Darroze dans cette émission lors de la semaine précédente. Danny Khezzar remporte le duel et conserve ses chances de réintégrer le concours Top Chef ultérieurement,.

### Quatrième épisode
Cet épisode est diffusé pour la première fois le 22 mars 2023.
À la fin de cet épisode, Jacques Lagarde, de la brigade violette, est éliminé.
Il rejoint ensuite le programme de seconde partie de soirée, la Brigade cachée et y affronte en duel Danny Khezzar, le candidat détenant la veste de cuisine aux couleurs de la brigade d'Hélène Darroze à la faveur des épisodes précédents de ce programme. Danny Khezzar remporte le duel, conserve la veste de cuisine aux manches rouges et préserve ainsi ses chances de réintégrer le concours Top Chef ultérieurement,.

### Cinquième épisode
Cet épisode est diffusé pour la première fois le 29 mars 2023.
Cet épisode se solde par l'élimination de Victor Blanchet, de la brigade violette.
Il rejoint ensuite le programme de seconde partie de soirée, la Brigade cachée et y affronte en duel Danny Khezzar, le candidat détenteur de la veste de cuisine aux couleurs de la brigade d'Hélène Darroze. Danny Khezzar remporte le duel et conserve la veste de cuisine aux manches rouges, préservant ainsi ses chances de réintégrer le concours Top Chef ultérieurement,.

### Sixième épisode
Cet épisode est diffusé pour la première fois le 5 avril 2023.
À l'issue de cet épisode, César Lewandowski, de la brigade orange, est éliminé. Afin de rééquilibrer les brigades, Sarika Sor, qui sauve sa place face à César Lewandowski, rejoint la brigade violette. Chaque brigade comporte dès lors trois candidats.
Dans l'émission la Brigade cachée diffusée juste après, César Lewandowski affronte en duel Danny Khezzar. Ce dernier remporte le duel sur le thème du plat salé craquant, et conserve sa place dans la brigade d'Hélène Darroze,.

### Septième épisode
Cet épisode est diffusé pour la première fois le 12 avril 2023.
Au terme de cet épisode, Léo Renusson, de la brigade violette, est éliminé.
Dans l'émission la Brigade cachée diffusée la même soirée, Léo Renusson affronte en duel Danny Khezzar sur le thème de la chartreuse salée. Danny Khezzar remporte son sixième duel d'affilée et conserve les manchettes rouges de la brigade d'Hélène Darroze,.

### Huitième épisode
Cet épisode est diffusé pour la première fois le 19 avril 2023.
L'épisode se solde par l'élimination d'Alexandre Marchon, de la brigade orange.
Le duel diffusé en seconde partie de soirée, dans l'émission la Brigade cachée, oppose ce candidat à Danny Khezzar, détenteur des manchettes rouges. Danny Khezzar remporte une nouvelle fois le duel.

### Neuvième épisode
Cet épisode est diffusé pour la première fois le 26 avril 2023.
Albane Auvray, de la brigade bleue, est éliminée au terme de l'épisode dédié à la cuisine familiale.
Elle intègre ensuite le concours parallèle d'Hélène Darroze, la Brigade cachée, où elle est opposée une nouvelle fois à Danny Khezzar, qui avait été éliminé face à Albane lors de la seconde semaine de Top Chef. Danny Khezzar remporte ce duel et conserve les manchettes de la brigade rouge d'Helène Darroze,.

### Dixième épisode
Cet épisode est diffusé pour la première fois le 3 mai 2023.
La guerre des restos se solde par l'élimination de Jean Covillault, de la brigade violette.
En seconde partie de soirée, il se mesure à Danny Khezzar dans le concours parallèle la Brigade cachée. C'est Danny Khezzar qui remporte le duel et conserve une chance de réintégrer le concours Top Chef dans la brigade rouge.

### Onzième épisode
Cet épisode est diffusé pour la première fois le 10 mai 2023.
Jérémie Falissard, de la brigade orange, est éliminé à la fin de cet épisode.
Il participe en seconde partie de soirée au concours parallèle la Brigade cachée, mais c'est son adversaire Danny Khezzar qui remporte son dixième duel d'affilée et reste en lice pour tenter de réintégrer le concours Top Chef en tant que candidat de la brigade rouge,.

### Douzième épisode
Cet épisode est diffusé pour la première fois le 17 mai 2023.
L'épisode se solde par l'élimination de Carla Ferrari, de la brigade bleue.
Le duel diffusé en seconde partie de soirée, dans l'émission la Brigade cachée, oppose cette candidate à Danny Khezzar, détenteur des manchettes rouges. Danny Khezzar remporte une nouvelle fois le duel, ce qui lui permettra de réintégrer le concours Top Chef en quarts de finale,.

### Treizième épisode
Cet épisode est diffusé pour la première fois le 24 mai 2023.
Il s'agit des quarts de finale de la saison. L'épisode marque le retour de Danny Khezzar dans la compétition officielle, après avoir remporté le tournoi parallèle organisé par Hélène Darroze.
L'épisode se conclut sur l'élimination de Sarika Sor, dernière membre de l'équipe de Paul Pairet,.

### Quatorzième épisode
Cet épisode est diffusé pour la première fois le 31 mai 2023.
Il s'agit des demi-finales du concours.
À l'issue de cet épisode, Mathieu Lagarde, de la brigade orange, est éliminé,.

### Quinzième épisode
Cet épisode est diffusé pour la première fois le 7 juin 2023.
La finale oppose Hugo (brigade Etchebest) et Danny (brigade Darroze). Celle-ci a lieu à l'hôtel George-V à Paris.
Hugo Riboulet l'emporte au terme de dix heures de cuisine face à Danny Khezzar avec 54,81 % des points attribués par les convives. Il empoche 54 810 €, proportionnellement au pourcentage des points obtenus,.

## Audiences et diffusion
En France, l'émission est diffusée sur M6, les mercredis du 1er mars au 7 juin 2023. Un épisode dure environ 130 minutes (publicités incluses), soit une diffusion de 21 h 10 à 23 h 20.
En Belgique, l'émission est diffusée une semaine après la France, les lundis à partir du 6 mars. L'épisode est le même, sa durée est identique, mais il est diffusé à partir de 20 h 30. La finale est diffusée en Belgique le mercredi 7 juin, simultanément à sa diffusion en France, et non le mercredi suivant.
| Épisode     | Jour et horaire de diffusion           | Nombre de téléspectateurs | Part de marché  | Part de marché | Classement des audiences | Réf.   |
| Épisode     | Jour et horaire de diffusion           | Nombre de téléspectateurs | (4 ans et plus) | (FRDA-50)      | Classement des audiences | Réf.   |
| ----------- | -------------------------------------- | ------------------------- | --------------- | -------------- | ------------------------ | ------ |
| 1           | Mercredi 1er mars 2023 (21:10 - 23:20) | 2 685 000                 | 14,6 %          | 28,5 %         | 2e                       | [ 50 ] |
| 1           | Mercredi 1er mars 2023 (23:20 - 00:00) | 1 790 000                 | 19,6 %          | 30,5 %         | 1er                      | [ 50 ] |
| 2           | Mercredi 8 mars 2023 (21:10 - 23:20)   | 2 481 000                 | 12,6 %          | 25,9 %         | 2e                       | [ 51 ] |
| 3           | Mercredi 15 mars 2023 (21:10 - 23:20)  | 2 398 000                 | 12,9 %          | 26,3 %         | 2e                       | [ 52 ] |
| 4           | Mercredi 22 mars 2023 (21:10 - 23:20)  | 2 194 000                 | 12,1 %          | 26,5 %         | 2e                       | [ 53 ] |
| 5           | Mercredi 29 mars 2023 (21:10 - 23:20)  | 2 237 000                 | 12,3 %          | 23,4 %         | 3e                       | [ 54 ] |
| 6           | Mercredi 5 avril 2023 (21:10 - 23:20)  | 2 220 000                 | 11,9 %          | 25,0 %         | 2e                       | [ 55 ] |
| 7           | Mercredi 12 avril 2023 (21:10 - 23:20) | 2 128 000                 | 11,8 %          | 24,0 %         | 2e                       | [ 56 ] |
| 8           | Mercredi 19 avril 2023 (21:10 - 23:20) | 2 179 000                 | 12 %            | 21,6 %         | 1er                      | [ 57 ] |
| 9           | Mercredi 26 avril 2023 (21:10 - 23:20) | 1 982 000                 | 11,1 %          | 20,4 %         | 3e                       | [ 58 ] |
| 10          | Mercredi 3 mai 2023 (21:10 - 23:20)    | 2 030 000                 | 12,1 %          | 24,6 %         | 2e                       | [ 59 ] |
| 11          | Mercredi 10 mai 2023 (21:10 - 23:20)   | 2 066 000                 | 11,5 %          | 20,1 %         | 2e                       | [ 60 ] |
| 12          | Mercredi 17 mai 2023 (21:10 - 23:20)   | 1 919 000                 | 10,2 %          | -              | 2e                       | [ 61 ] |
| 13          | Mercredi 24 mai 2023 (21:10 - 23:20)   | 2 083 000                 | 12 %            | 24 %           | 2e                       | [ 62 ] |
| 14          | Mercredi 31 mai 2023 (21:10 - 23:20)   | 2 232 000                 | 12,8 %          | 24,4 %         | 2e                       | [ 63 ] |
| 15 (finale) | Mercredi 7 juin 2023 (21:10 - 23:20)   | 2 199 000                 | 13,8 %          | 25,5 %         | 2e                       | [ 64 ] |

| Épisode     | Jour et horaire de diffusion         | Nombre de téléspectateurs | Part de marché (4 ans et plus) | Réf.   |
| ----------- | ------------------------------------ | ------------------------- | ------------------------------ | ------ |
| 1           | Lundi 6 mars 2023 (20:30 - 22:40)    | 459 468                   | 31,1 %                         | [ 65 ] |
| 1           | Lundi 6 mars 2023 (22:40 - 23:20)    | Non connu                 | Non connu                      | [ 65 ] |
| 2           | Lundi 13 mars 2023 (20:30 - 22:40)   | 428 962                   | 29,5 %                         | [ 66 ] |
| 3           | Lundi 20 mars 2023 (20:30 - 22:40)   | 416 415                   | 30,0 %                         | [ 67 ] |
| 4           | Lundi 27 mars 2023 (20:30 - 22:40)   | 400 442                   | 29,5 %                         | [ 68 ] |
| 5           | Lundi 3 avril 2023 (20:30 - 22:40)   | 412 401                   | 30,1 %                         | [ 69 ] |
| 6           | Lundi 10 avril 2023 (20:30 - 22:40)  | 401 211                   | 31,4 %                         | [ 70 ] |
| 7           | Lundi 17 avril 2023 (20:30 - 22:40)  | 386 897                   | 29,0 %                         | [ 71 ] |
| 8           | Lundi 24 avril 2023 (20:30 - 22:40)  | 384 345                   | 28,9 %                         | [ 72 ] |
| 9           | Lundi 1er mai 2023 (20:30 - 22:40)   | 348 140                   | 27,2 %                         | [ 73 ] |
| 10          | Lundi 8 mai 2023 (20:30 - 22:40)     | 410 230                   | 32,9 %                         | [ 74 ] |
| 11          | Lundi 15 mai 2023 (20:30 - 22:40)    | 361 694                   | 28,0 %                         | [ 75 ] |
| 12          | Lundi 22 mai 2023 (20:30 - 22:40)    | 410 480                   | 30,5 %                         | [ 76 ] |
| 13          | Lundi 29 mai 2023 (20:30 - 22:40)    | 373 626                   | 29,2 %                         | [ 77 ] |
| 14          | Lundi 5 juin 2023 (20:30 - 22:40)    | 391 140                   | 29,2 %                         | [ 78 ] |
| 15 (finale) | Mercredi 7 juin 2023 (20:30 - 22:40) | Non connu                 | Non connu                      |        |

Légende :
- plus hauts scores d'audiences
- plus bas scores d'audiences